# 埃爾博爾松

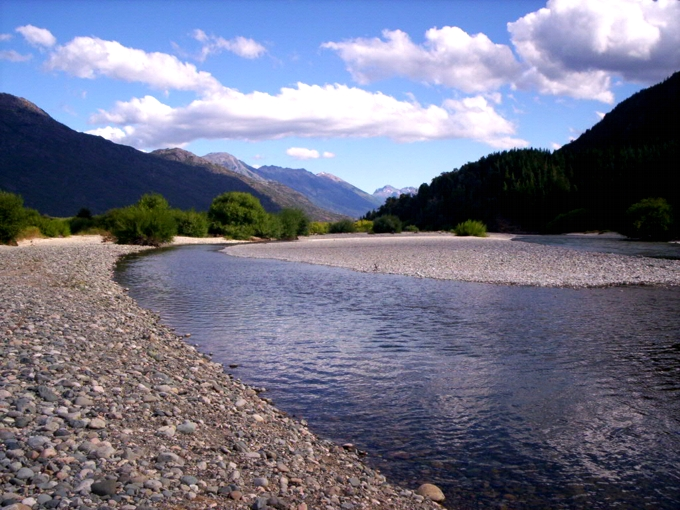

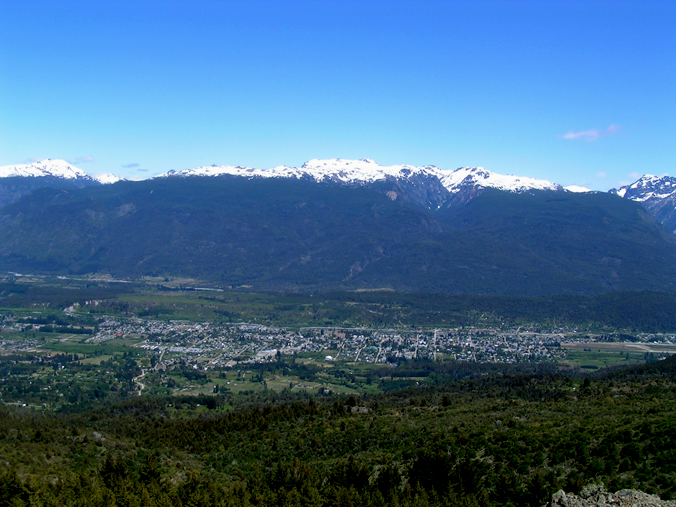

埃爾博爾松是阿根廷的城鎮，位於該國西部，由內格羅河省負責管轄，始建於1926年1月28日，海拔高度422米，主要經濟活動是旅遊業，2010年人口約25,000。

## 外部連結
- El Bolsón (YouTube Video) （页面存档备份，存于）
- El Bolsón Web portal （页面存档备份，存于） (in Spanish)